# Fusogenes Protein

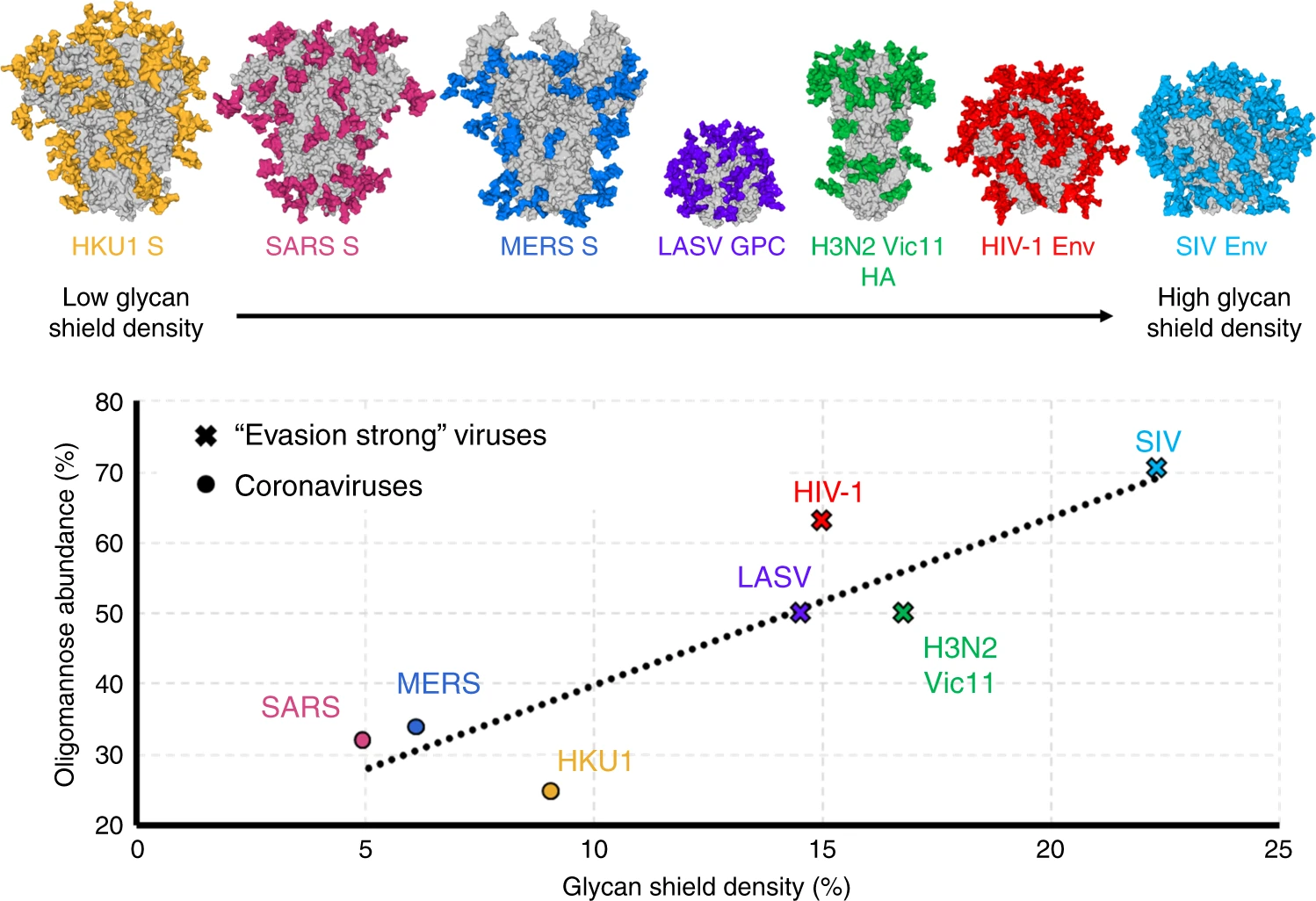
Fusogene Proteine verschiedener Viren mit Glykosylierungen

Fusogene Proteine (synonym Zell-Zell-Fusogene) sind transmembrane Glycoproteine, die eine Zellfusion bewirken. Fusogene Proteine werden gelegentlich auch als Fusionsproteine bezeichnet, was jedoch mit Fusionsproteinen verwechselt werden kann.

## Eigenschaften
Sie dienen bei Tieren der Zell- und Vesikelfusion, z. B. bei der Verschmelzung von Gameten bei der Befruchtung, bei der Myogenese, bei der Ausbildung der Plazenta (Syncytin), beim Umbau von Knochen, bei der Immunantwort und bei der Organentwicklung. Das Protein EFF-AFF vermittelt bei Caenorhabditis elegans die Fusion der Ankerzelle mit dem Saum des Uterus. Fusogene Proteine umfassen auch die SNARE-Proteine.
Fusogene Proteine kommen in manchen Viren zum Zelleintritt und zur Syncytienbildung vor. Virale Fusogene sind z. B. das Hämagglutinin des Influenzavirus, das Spike-Protein von SARS-CoV-2, das HBsAg des Hepatitis-B-Virus, das fusogene Protein des Humanen Cytomegalievirus und anderer Herpesviren, des Sendaivirus oder das Glycoprotein VSV-G des Vesicular stomatitis virus.

## Anwendungen
In der Biochemie werden Zellfusionen in vitro mit fusogenen Proteinen unter anderem bei der EBV-Variante der Hybridom-Technik durchgeführt.